# Protoleptoneta baccettii
Protoleptoneta baccettii là một loài nhện trong họ Leptonetidae.
Loài này thuộc chi Protoleptoneta. Protoleptoneta baccettii được P. M. Brignoli miêu tả năm 1979.